# Închisoarea Doftana
Doftana este numele unei celebre închisori din România, situată în localitatea Telega, județul Prahova. Clădirea închisorii a fost dată în folosință în anul 1895 și a fost folosită până în anii 1960 pentru încarcerarea deținuților politici alături de deținuții de drept comun. Ulterior a fost transformată într-un muzeu. După 1990, din lipsa fondurilor, acesta a fost părăsit.
Doftana era împărțită în sectoare luminoase și sectoare întunecoase, avea încălzire centrală și curent electric.
La Doftana au fost închiși, între alții:
- Gheorghe Apostol, comunist
- Iustin Batișcev, comunist
- Mozeș Cahana, comunist
- Nicolae Ceaușescu, comunist
- Gheorghe Gheorghiu-Dej, comunist
- Max Goldstein, anarhist
- Emil Bodnăraș, comunist
- Denis Kvitkovschi, naționalist ucrainean[2]
- Corneliu Zelea Codreanu, legionar
- Ștefan Foriș, comunist
- Alexandru Moghioroș, comunist
- Gheorghe Pintilie, comunist
- Grigore Preoteasa, comunist
- Horia Sima, legionar
- Richard Wurmbrand, pastor
- Tudor Carapancea
- Daniel Șehter, comunist
- Chivu Stoica, comunist
- Rudolf Brandsch, democrat

Ulterior închisoarea a servit ca teren pentru paintball. În prezent locația este închisă fiind aflată în stare de degradare avansată.
În luna iunie 2022, clădirea fostei închisori a fost concesionată pe 49 de ani omului de afaceri Mohammad Murad, în vederea transformării acesteia într-un hotel.